# 坎佩尔站
坎佩尔站是法国的一个铁路车站，位于法国西部城市，菲尼斯泰尔省的省会坎佩尔。坎佩尔站也是这一地区的一个综合交通枢纽。

## 位置
坎佩尔站位于萨维奈－朗代尔诺铁路684.794公里处，坎佩尔市区的中部，老城区偏东。车站大致呈东西走向，开口朝南。

## 车站历史
坎佩尔站修建于1863年，是法国本土最西端的省会铁路车站，最初由巴黎-奥尔良铁路公司运营。在19世纪末，坎佩尔站曾为一个铁路枢纽，多条地方铁路在此交汇，但现在均已废弃，仅剩萨维奈－朗代尔诺铁路还在运营。1989年，随着法国高速铁路大西洋线的运营，坎佩尔开通了直达巴黎的TGV列车；2009年，坎佩尔前往里昂方向的夜班车取消；2015年，坎佩尔前往波尔多方向的城际列车（INTERCITÉS）停运。

## 站台设置
| 北↑ |      |  |        |
|     |      |  |        |
| E道 |      |  |        |
|     | 岛式 |  |        |
| D道 |      |  |        |
| C道 |      |  |        |
|     | 岛式 |  |        |
| B道 |      |  |        |
| A道 |      |  |        |
|     | 侧式 |  |        |
| I道 |      |  | 主站房 |
| 南↓ |      |  |        |

- 注：I道需进入主站房后通过侧式站台前往。

## 停靠线路
以下列车线路在坎佩尔站停靠：
| 坎佩尔站列车线路表 |      |                   |                 |              |
| 线路               | 车种 | 上一站            | 下一站          | 大致运行频率 |
| 巴黎—坎佩尔        | TGV  | 洛里昂/洛斯波尔当 | （终点）        | 每天8趟左右  |
| 里尔—坎佩尔        | TGV  | 洛斯波尔当        | （终点）        | 每周3趟左右  |
| 布圣莫里斯—坎佩尔  | TGV  | 洛里昂            | （终点）        | [ 註 3 ]     |
| 雷恩/雷东—坎佩尔   | TER  | 洛斯波尔当        | （终点）        | 每天6趟左右  |
| 南特—坎佩尔        | TER  | 洛斯波尔当        | （终点）        | 每天4趟左右  |
| 南特—布雷斯特      | TER  | 洛里昂            | 沙托兰/布雷斯特 | 每周3趟左右  |
| 坎佩尔—布雷斯特    | TER  | （起点）          | 沙托兰          | 每天3~6趟    |
| 1. 2. 3.           |      |                   |                 |              |

## 配套交通

### 长途客车
坎佩尔站对应的大巴车上下车地点为坎佩尔汽车站（Gare routière），位于坎佩尔站西侧。
| 停靠坎佩尔站的大巴车 |                                                                                 | |
| 上下车地点           | 运营单位                                                                        | 主要目的地 |
| 坎佩尔汽车站         | Flixbus                                                                         | 巴黎、瓦讷、南特、昂热、图尔、布尔日、克莱蒙费朗、里昂、格勒诺布尔 |
| 坎佩尔汽车站         | Isilines                                                                        | 巴黎、瓦讷、南特、拉罗谢尔、波尔多、图卢兹 |
| 坎佩尔汽车站         | Ouibus                                                                          | 巴黎、瓦讷、雷恩 |
| 坎佩尔汽车站         | Penn-ar-Bed                                                                     | 31 达乌拉斯·布雷斯特 37 滨海泰勒格吕克·克罗宗·滨海卡马雷 38 布里耶克 41 贝诺代 42 普勒旺·富埃南 43 圣埃瓦尔泽克·孔卡尔诺 45 科赖·斯卡埃尔 46 圣伊维·埃利昂 51 古尔利宗·勒瑞克·杜阿尔讷内 53 普洛加斯泰勒圣日耳曼·欧迪耶讷 53B 拉角 55 普隆内乌尔朗韦尔讷·普勒德赫济克 56D 蓬拉贝 60 布拉斯帕尔·耶勒戈阿特·莫尔莱·罗斯科夫 62 埃代尔讷·沙托兰·勒福新堡·卡尔艾普卢盖 613TAD （坎佩尔周边地区）（定制线路） |
| 坎佩尔汽车站         | 布雷斯特 （当某条铁路线施工或罢工时，SNCF可能会提供途径该线路沿途站点的大巴车） | |
| 1. 2. 3.             |                                                                                 | |

### 市内交通
| 坎佩尔附近的公交线路 |                      | |
| 公交车站名称         | 位置                 | 停靠线路 |
| Gare SNCF            | 坎佩尔站前方的道路上 | - 周一至六： 7：坎佩尔-庞维列 ↔ 埃尔盖加贝里克-城关 8：坎佩尔-市中心 ↔ 埃尔盖加贝里克-雷斯托南 9：坎佩尔-凯尔拉加蒂 ↔ 坎佩尔-荒地风车 12：坎佩尔-市中心 ↔ 坎佩尔-屈宗 13：坎佩尔-市中心 ↔ 坎佩尔-小盖朗开发区 - 周日及节假日：A线、B线、C线和S线 |

### 社会车辆
坎佩尔站正门及东侧设有露天停车场。

## 临近车站
| 坎佩尔站（Gare de Quimper）    |                      |                   |
| 上行车站                       | 线路                 | 下行车站          |
| 洛斯波尔当站 20.2km ←          | 萨维奈－朗代尔诺铁路 | 沙托兰站 → 30.4km |
| - 本表仅显示运营中的线路及车站 |                      |                   |